# Göran Hådén
Hans Anders Göran Hådén, född 21 januari 1981, är en svensk grön skribent och samhällsdebattör. 
Han har tidigare bland annat varit ledamot i Miljöpartiet de grönas partistyrelse och dess arbetsutskott, varit biträdande kommunalråd i Härnösands kommun, sammankallande i partiets riksvalberedning, kassör i Grön Ungdom och styrelseordförande för Klimataktion.
Hådén har bland annat agerat för att partiet ska radikalisera sin miljöpolitik, och utmärkt sig genom sitt engagemang för lyckoforskning i politiken, sitt engagemang för organisationen Effective Altruism och som talesperson för En köpfri dag, där han kombinerat dessa två budskap. Han beskriver sig själv som ”grön effektiv altruist som vill utvidga vår etiska omsorgscirkel så att alla ska kunna må bra oavsett tid, rum och art”.
I riksdagsvalet 2014 stod han på första plats på valsedeln i Västernorrlands läns valkrets, lovade att skänka bort halva sin lön om han blev invald [https://www.st.nu/artikel/miljopartist-vill-ge-bort-885-000-kronor], men kom inte in i riksdagen eftersom Miljöpartiet inte fick något mandat i valkretsen.